# Toktogul-Talsperre
Die Toktogul-Talsperre ist die größte Talsperre in Kirgisistan. Sie wurde 1975 am mittleren Naryn, einem Nebenfluss des Syrdarja, erbaut (Projekt von Nikolai Rasin) und ist nach Toktogul Satylganow (1864–1933) und nach der Stadt Toktogul benannt, die östlich des Stausees liegt. Die Talsperre ist ein Teil der Naryn-Syrdarja-Kaskade.
Das Absperrbauwerk ist eine 215 Meter hohe Gewichtsstaumauer aus Beton. Für den Bau entwickelte Wadim Sudakow die Toktogul-Methode des schichtweisen Betonierens. Der Stausee ist 65 km lang und hat eine Fläche von 284 km² sowie einen Stauinhalt von 19,5 Milliarden m³ (19,5 km³). Effektiv nutzbar sind davon 14 Milliarden m³. Die Talsperre dient in der Hauptsache der Stromerzeugung, der Bewässerung und dem Hochwasserschutz. Mit der installierten Leistung von 1260 MW werden jährlich rund 4100 GWh Elektrizität erzeugt.

## Bewässerung
Durch den Bau der Talsperre konnte die damalige Sowjetunion 800.000 ha vorhandene Bewässerungsfläche in Usbekistan und Kasachstan versorgen und 480.000 ha Land zusätzlich erschließen. Das Wasser wird durch den Großen Namangan-Kanal mit einer Kapazität von 60 m³/s und den Linken Naryn-Kanal mit 20 m³/s entnommen.
Als der Stausee 1976 geflutet wurde, wurden im Ketmentub-Tal (Ketmen-Tjubinsk-Tal) 24 oder 26 Orte unter Wasser gesetzt und entlang der auf das Ostufer verlegten Hauptstraße neu angesiedelt. Auch eine landwirtschaftliche Nutzfläche von 21.200 ha, davon 12.500 ha Bewässerungsland, ging verloren. Kirgisistan erhielt im Ausgleich für diese Verluste landwirtschaftliche Produkte, Gas und Konsumgüter. Archäologen fanden vor der Flutung mehrere Grabhügel aus dem 8. und 9. Jahrhundert.

## Zwischenstaatliche Wassernutzung
Die Talsperre liegt sehr nahe an der Grenze zu Usbekistan. Deshalb kommt der Nutzen der Bewässerung und des Hochwasserschutzes hauptsächlich Usbekistan zugute, wird aber von Kirgisistan kontrolliert. Aus diesem Grunde gibt es vertragliche Vereinbarungen, aber auch Auseinandersetzungen zwischen beiden Nachbarländern.
Nach einer Vereinbarung aus dem Jahr 1984 sollten im Winter 25 % (zur Stromerzeugung) und im Sommer 75 % der Wassermenge (zur Bewässerung) abgegeben werden.(Der tatsächliche Durchschnitt der Jahre 1985–91 lag bei 31 % zu 69 %.) Im Austausch für das gelieferte Wasser und den Überfluss an Elektrizität sollten Usbekistan und Kasachstan im Winter den Energiebedarf in Kirgisistan aus seinen fossilen Kraftwerken ausgleichen. Mit der Unabhängigkeit 1991 ist dieses System aus dem Gleichgewicht geraten, und wegen der Unfähigkeit, Weltmarktpreise für fossile Brennstoffe zu bezahlen, erhöhte man 1993 die Abflussmenge im Winter auf 66 % und verringerte sie im Sommer auf 34 %, um mehr Energie zu gewinnen. Dadurch gibt es jetzt im Sommer zu wenig Wasser am Mittel- und Unterlauf des Syrdarja, dem Ferghanatal in Usbekistan und Kasachstan. Auch in den Jahren 1998, 2001 und 2004–2005 soll Kirgisistan die Quoten zum Schaden der Landwirtschaft stromabwärts nicht eingehalten haben.
Außerdem gibt es jetzt im Winter Überschwemmungen am Unterlauf des Syrdarjas in Kasachstan, weswegen ein Teil der Abflussmenge in den Aydarsee in Usbekistan abgeleitet werden muss. Infolgedessen trocknet auch der Aralsee, in den der Syrdarja mündet, immer mehr aus.

## Sonstiges
Auf der 100-Som-Note Kirgisistans von 1994 und 2009 ist die Toktogul-Talsperre abgebildet.